# Tannenkampsschloot
Der Tannenkampsschloot ist ein Schloot auf dem Gebiet der Stadt Wittmund im Landkreis Wittmund in Ostfriesland. Er gehört zum Gewässernetz der Sielacht Wittmund. Er entspringt am Rande der B 210 nahe dem Willner Ortsteil Tannenkamp und mündet südlich davon in die Poggenkruger Leide.